# هيثر غراهام
هيثر غراهام (5 أكتوبر 1996 - ) (بالإنجليزية: Heather Graham)‏ هي لاعبة كريكت أسترالية. لعبت مع Western Australia women's cricket team ‏.

## وصلات خارجية
- هيثر غراهام على موقع إي آس بي آن كريك إنفو (الإنجليزية)